# William Lever (1er vicomte Leverhulme)
William Lever ou William Hesketh Lever, 1er vicomte Leverhulme (19 septembre 1851 — 7 mai 1925), est un industriel britannique, connu dans le monde anglo-saxon sous le nom de Lord Leverhulme. Fondateur d'une fabrique de savon, Lever Brothers (devenue Unilever avec Leverd), ce très riche industriel est également député britannique.

## Un autodidacte
William Lever est né à Bolton, au Lancashire en 1851, et étudie au Bolton Church Institute. Dès 16 ans, il emballe des morceaux de savon dans la boutique de son père, puis les vend dans les villages alentour.
Il achète ensuite une épicerie et avec les bénéfices issus de l'importation de beurre et d’œufs d'Irlande, achète avec son frère James en 1886 une fabrique de savon à Warrington, qui devient Lever Brothers. Elle est une des premières entreprises à produire du savon à partir d'huile végétale, ce qui assure le développement du groupe.
Il bénéficie ensuite de la croissance du marché du savon, sur fond de nouvelles sources d'approvisionnement, l'arachide du Sahel, arrivant à Marseille, rivalisant avec les palmistes du Golfe de Guinée arrivant à Liverpool.
Il réorganise la production et la commercialisation, et développe le marketing pour vendre ses produits : emballages attirants, noms commerciaux (Sunlight Soap, savon au rayon de soleil). Il fait, par exemple, appel à Armand Rassenfosse pour des affiches et des brochures publicitaires.

## Patron paternaliste

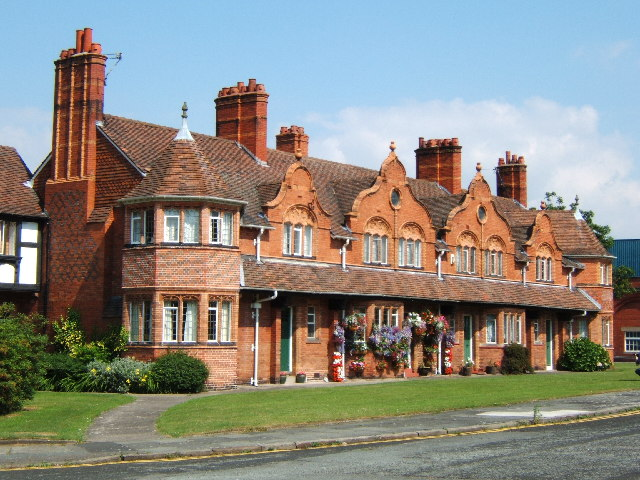
Un bâtiment de Port Sunlight.

Pour installer sa nouvelle usine, William Lever achète en 1888 un vaste terrain près de Liverpool, sur la rive ouest de la rivière Mersey. Il crée pour ses nouveaux ateliers de production de savon, une ville industrielle modèle, Port Sunlight, en 1889. Érigée par Ebenezer Howard (1850-1928), elle compte jusqu'à 6 000 habitants en 1924, avec des maisons individuelles, une école, une bibliothèque, des jardins et terrains de sports. Il est inspiré, entre autres, par le village modèle de Prices Patent Candles (en) vers 1853.
Intéressé par l'architecture et l'urbanisme, William Lever construit aussi une maison à Thornton Hough.
Paternaliste, William Lever verse des salaires élevés, et ses employés bénéficient d’une participation aux profits et d’une assurance-vie prise en charge par l’entreprise. Mais le syndicalisme n’est pas autorisé, et William Lever surveille ses ouvriers depuis une passerelle dominant le grand hall de l’usine.
Son activité se développe avec constance ; par concentration horizontale, puisque William Lever rachète une quinzaine de savonneries et par la création en 1898 de la Lever Brothers Company, et par concentration verticale, avec des acquisitions en Afrique et aux Philippines, où il fait exploiter des plantations de palmiers et de cocotiers, puis des huileries. Il se diversifie également dans des pêcheries de baleines au nord de Écosse, et dans la production de margarine.

## Des liens étroits avec le Congo
William Lever est connu dans le monde francophone pour ses activités de huilerie en Belgique et au Congo belge. Celles-ci donnent le principal essor aux activités industrielles de William Lever.
Les premiers rapports avec la Belgique datent de 1888. William Lever fonde la SA Savonneries Lever Frères en 1900, et une usine est créée à Forest (Bruxelles) en 1905. Il bénéficie au Congo belge d'importantes faveurs de la part du gouvernement, celui-ci souhaitant à la fois réserver son marché à ses ressortissants tout en sauvant les apparences. William Lever est le seul entrepreneur étranger d'importance à pouvoir exploiter le territoire du Congo belge. En 1911, il fonde la société des Huileries du Congo belge et Leverville (actuellement Lusanga), au centre de 75 000 hectares de palmeraies naturelles dans la région de l'actuelle Kikwit, chargées de fournir la matière première pour le savon. Celles-ci sont à l'origine de l'exceptionnel développement des activités de William Lever au Congo.

## De Lever Brothers à Unilever
En 1923, Lever s'associe à la société française Pierre Thibaud et Cie, propriétaire de la marque Gibbs (savons à barbe, dentifrices) pour l'Europe. La société Thibaud-Gibbs intègre le groupe Unilever en 1955.
Après la mort de William Lever en 1925, le groupe Lever Brothers fusionne avec le groupe néerlandais Margarine Unie en 1930. Le nouveau groupe prend le nom d’Unilever (Margarine Unie – Lever Brothers), et acquiert une dimension mondiale en se diversifiant à travers l’ensemble des produits d’épicerie.
Le capital de sa société est, en 1930, de 1,5 milliard de francs-or.

## Philanthrope, lord et franc-maçon

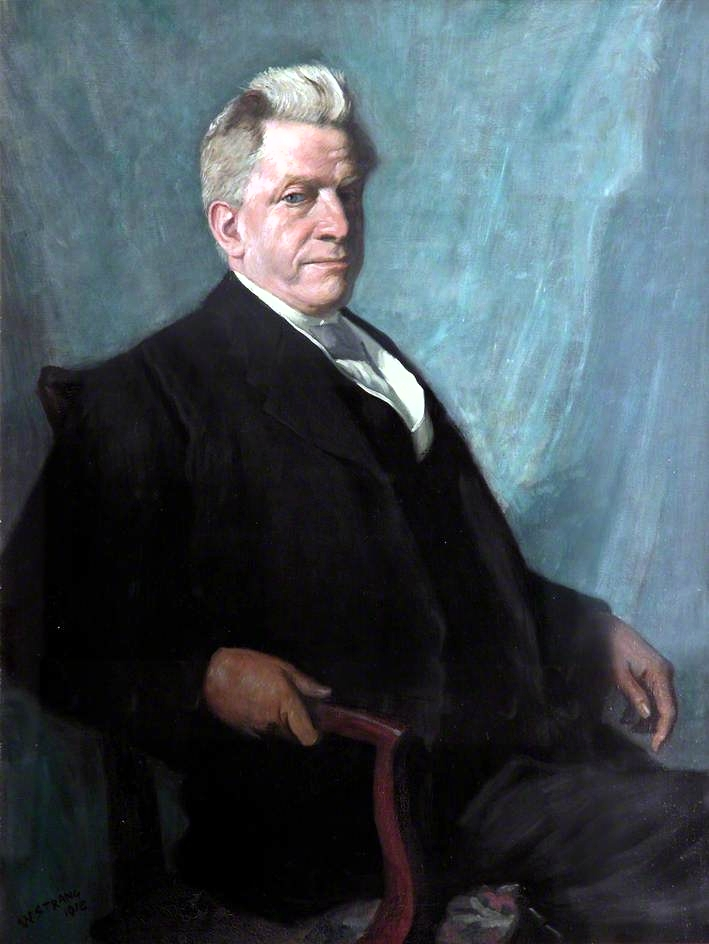
William Lever peint par William Strang (1859-1921).

Lord Leverhulme est connu au Royaume-Uni comme philanthrope. Il est à l'origine de l'école de médecine tropicale de l'Université de Liverpool. « Sa » ville de Port Sunlight héberge la Lady Lever Art Gallery, qu’il a composée au gré de ses voyages. Il fait don de la Lancaster House de Londres au pays, et crée le Leverhulme Trust. Les jardins de son ancienne résidence londonienne de Hill Garden à Hampstead sont ouverts au public.
Il est initié en franc-maçonnerie le 8 juillet 1902 à la "William Hesketh Lever Lodge", à l'orient de Port Sunlight. Cette loge est fondée en son honneur et consacrée le 4 juin 1902.
Il achète Lewis en 1918, avec l'ambition de faire de Stornoway une ville industrielle avec une usine de mise en conserve de poisson, mal accueillie par les habitants. Il leur rend la propriété de l'île en 1923.
William Lever est "High Sheriff de Lancaster" en 1917, et est député pour la région de Wirral entre 1906 et 1909.
Anobli en 1911, il est nommé baron de Leverhulme le 21 juin 1917 et vicomte de Leverhulme le 27 novembre 1922 (Hulme est le nom de jeune fille de sa femme). Sa qualité de vicomte passe à son fils William Hulme Lever en 1925, et s'éteint après la mort du 3e vicomte, Philip William Bryce Lever, en 2000.
Il meurt à Hampstead en Londres en 1925.

### Sources
- William Lever, inventeur du marketing, par Pierre Bezbakh, dans le journal Le Monde de l’économie, mercredi 19 mars 2008.